# 虹色ミラクル
「虹色ミラクル」（にじいろミラクル）は、765PRO ALLSTARSの楽曲。森由里子が作詞、BNSIが作曲を手掛けた。765PRO ALLSTARSの7枚目のシングルとして2014年8月13日に日本コロムビアから発売。

## 概要
本曲は、劇場版『THE IDOLM@STER MOVIE 輝きの向こう側へ!』のエンディングとして起用されている。
カップリング曲である「Fate of the World」は同アニメの挿入歌で、劇中映画「眠り姫 THE SLEEPING BE@UTY」の主題歌で使用された。
初回限定盤には、劇場用及びこのパッケージ用として5.1chでミックスされた「虹色ミラクル」他、全4曲収録したBlu-ray Disc Audioが付属される。
当初は7月16日発売予定だったが、制作上の都合により8月13日に延期となった。
このCDが初収録の曲は太字で表記する。
メンバーのソロパートは無い。

## 収録曲

### CD
1. 虹色ミラクル
歌：765PRO ALLSTARS[メンバー 1]
作詞：森由里子、作曲：BNSI（中川浩二）、編曲：BNSI（kyo）
2. Fate of the World
歌：天海春香（中村繪里子）、星井美希（長谷川明子）、如月千早（今井麻美）
作詞・作曲・編曲：BNSI（kyo）
3. ボーナスドラマ～眠り姫編～
4. 虹色ミラクル（オリジナルカラオケ）
5. Fate of the World（オリジナルカラオケ）

### Blu-ray Disc Audio
初回限定版特典。
1. 虹色ミラクル
歌：765PRO ALLSTARS[メンバー 1]
作詞：森由里子、作曲：BNSI（中川浩二）、編曲：BNSI（kyo）
2. Fate of the World
歌：天海春香（中村繪里子）、星井美希（長谷川明子）、如月千早（今井麻美）
作詞・作曲・編曲：BNSI（kyo）
3. CHANGE!!!!（M@STER VERSION）
歌：765PRO ALLSTARS[メンバー 1]
作詞：yura、作曲・編曲：NBGI（内田哲也）、編曲：橋本由香利
4. 私たちはずっと…でしょう？
歌：765PRO ALLSTARS[メンバー 1]
作詞：畑亜貴、作曲・編曲：佐々木宏人

### ユニットメンバー
1. 1 2 3 4 5 6  天海春香（中村繪里子）、星井美希（長谷川明子）、如月千早（今井麻美）、高槻やよい（仁後真耶子）、萩原雪歩（浅倉杏美）、菊地真（平田宏美）、双海亜美 / 真美（下田麻美）、水瀬伊織（釘宮理恵）、三浦あずさ（たかはし智秋）、四条貴音（原由実）、我那覇響（沼倉愛美）、秋月律子（若林直美）